# Aloe hybrida
Aloe hybrida é uma espécie de liliopsida do gênero Aloe, pertencente à família Asphodelaceae.